# Alchemilla semilunaris
Alchemilla semilunaris — вид трав'янистих рослин родини розові (Rosaceae), поширений у Європі.

## Поширення
Поширений у Європі (Польща, Білорусь, Росія, Литва, Латвія); інтродукований: Естонія, Фінляндія, Норвегія.